# Phrynomantis
Phrynomantis là một chi động vật lưỡng cư trong họ Nhái bầu, thuộc bộ Anura. Chi này có 5 loài và không bị đe dọa tuyệt chủng.

## Các loài
- Phrynomantis affinis Boulenger, 1901
- Phrynomantis annectens Werner, 1910
- Phrynomantis bifasciatus (Smith, 1847)
- Phrynomantis microps Peters, 1875
- Phrynomantis somalicus (Scortecci, 1941)

## Hình ảnh